# Капеллебрюг
Капеллебрюг (нід. Kapellebrug) — село в нідерландській провінції Зеландія. Входить до муніципалітету Гюлст.
Його площа становить 2,61 км², а населення станом на 2021 рік складало 370 осіб.
Перша згадка про населений пункт датується 1459 роком.